# Lana Ettinger
Lana Ettinger (en hébreu : לנה אטינגר), née le 5 novembre 1976 à Londres, est une actrice et traductrice franco-israélienne.

## Biographie

### Enfance et études
Lana Ettinger naît en Angleterre dans une famille israélienne. Ses grands-parents maternels, Uziel Lichtenberg et Bluma née Fríed, furent dans leurs jeunesse des militants du sionisme socialiste et, survivants du génocide des juifs de Pologne, de Slovaquie et de Hongrie, furent parmi les fondateurs du kibboutz Nitzanim. Sa mère, Bracha Ettinger, psychanalyste, peintre et artiste photographe, est connue aussi comme militante féministe et pour les droits de l'homme.
Entre 3 et 5 ans, Lana vit en Israël et puis s'établit avec sa famille en France, où elle fait ses études au lycée Fénelon de Paris.
Depuis l'enfance elle fut attirée par les arts dramatiques, prit des leçons de théâtre et joua même sur la scène d'un théâtre des rôles de petites filles dans des comédies de Molière, par exemple Louison dans Le Malade imaginaire.
À l'âge de 17 ans elle retourna en Israël, servit au bureau de presse du porte-parole de l'armée et apprit à écrire et lire en hébreu.
De 1999 à 2002, elle fit des études au studio de théâtre de Nissan Nativ à Jérusalem, où elle eut pour camarade Raymond Amsalem, et à l'université de Tel Aviv où elle obtint un BA en cinéma et philologie française (1996-1999).

### Cinéma
Encore étudiante, elle débuta à la télévision israélienne (la Chaîne 1) comme animatrice d'une émission pour les enfants et joua dans son premier film, Le Songe d'Henry sous la direction d'Eitan Green. Son film suivant fut Karov labaït (Proche de la maison), (2005) de Vidi Bilo et Dalia Hagar, où elle joua le rôle d'une jeune fille- soldat récalcitrante, qui semait le trouble dans son unité.
Elle participa à plusieurs documentaires et court-métrage, et en 2003 gagna une bourse de la Fondation Sharett.
En 2007 elle interpréta le rôle de Marianne Bardou dans le film de Régis Wargnier, Pars vite et reviens tard. Outre cela elle joua des rôles secondaires dans les films La Fiancée syrienne, Déluge, le film français de télévision d'Alain Tasma Sous un autre jour (2008).
Toujours en 2007 Lana Ettinger interpréta le rôle d'un agent féminin du Mossad dans la comédie « culte » cinématographique Mossad Sagour de Allon Gur Arié.
En 2010 elle joua le rôle d'une assistante sexuelle dans le film de Tali Shalom Ezer Surrogate, qui remporta le prix du meilleur film au Festival du cinéma féminin de Rehovot.
Deux ans après, en 2012 elle joue dans le film Cessez-le-feu de Amikam Kovner dont l'action se passe pendant la seconde guerre du Liban de 2006.

### Théâtre et musique
Lana Ettinger participa aussi à des concerts pop et shows musicaux, à côté du chanteur Amir Lev et d'autres, initia dans les dernières années un projet musical sur le Web avec Tamar Eisenman, et joue et chante dans le spectacle de Idan Zilberstein Mi cham? (Qui est là ?) au théâtre Temuná de Tel Aviv.

### Traduction
Elle est connue comme traductrice du français en hébreu et vice versa. Elle a traduit des livres de Michel Houellebecq (La possibilité d'une île), de Boris Vian (J'irai cracher sur vos tombes), Joël Egloff (L'Étourdissement)… et des scénarios et des bandes sonores de films.

## Filmographie
- Mabul (2011)
- Les Vestiges de Cécile (2010)
- Daddy Bird (2010)
- Sous un autre jour (2009) (TV)
- Surrogate (2008)
- Hamosad Hasagur (2007)
- Pars vite et reviens tard (2007)
- Top of the World (2006)
- Une jeunesse comme aucune autre (2005)

autre titre : Karov La Bayit - Israël (titre original) 
- Va, vis et deviens (2005)
- Veronica (2004)
- La Fiancée syrienne (2004)

autre titre : The Syrian Bride - France (titre original) 
- Les Pierres (2004)

autre titre : Avanim - France (titre original) 
- Henry's Dream (2004)
- It's Not Me It's Not You (2002)
- Les Surprises du ver à soie (1991)